# 全国高等学校野球選手権大会 (石川県勢)
全国高等学校野球選手権大会における石川県勢の成績について記す。

## 大会結果
| 大会                  | 代表校                                         | 試合結果                                       | 試合結果                                       | 成績                                           |
| --------------------- | ---------------------------------------------- | ---------------------------------------------- | ---------------------------------------------- | ---------------------------------------------- |
| 1923年（第9回大会）   | 金沢商（北陸・初出場）                         | 2回戦                                          | ● 2 - 9 和歌山中                               | 初戦敗退                                       |
| 1924年（第10回大会）  | 金沢一中（北陸・初出場）                       | 1回戦                                          | ● 2 - 6 台北商                                 | 初戦敗退                                       |
| 1932年（第18回大会）  | 石川師範（北陸・初出場）                       | 2回戦                                          | ○ 3 - 1 米子中                                 | ベスト8                                        |
| 1932年（第18回大会）  | 石川師範（北陸・初出場）                       | 準々決勝                                       | ● 0 - 3 熊本工                                 | ベスト8                                        |
| 1935年（第21回大会）  | 石川県工（北陸・初出場）                       | 2回戦                                          | ● 9 - 16 千葉中                                | 初戦敗退                                       |
| 1948年（第30回大会）  | 金沢一（北陸・24年ぶり2回目）                  | 1回戦                                          | ● 5 - 12 西京商                                | 初戦敗退                                       |
| 1953年（第35回大会）  | 金沢泉丘（北陸・5年ぶり3回目）                 | 1回戦                                          | ○ 4 - 1 八日市                                 | 2回戦                                          |
| 1953年（第35回大会）  | 金沢泉丘（北陸・5年ぶり3回目）                 | 2回戦                                          | ● 3 - 15 土佐                                  | 2回戦                                          |
| 1958年（第40回大会）  | 金沢桜丘（初出場）                             | 2回戦                                          | ● 0 - 4 高松商                                 | 初戦敗退                                       |
| 1960年（第42回大会）  | 金沢市工（北陸・初出場）                       | 1回戦                                          | ● 0 - 1 平安                                   | 初戦敗退                                       |
| 1962年（第44回大会）  | 金沢（北陸・初出場）                           | 1回戦                                          | ● 0 - 6 PL学園                                 | 初戦敗退                                       |
| 1963年（第45回大会）  | 金沢泉丘（10年ぶり4回目）                      | 2回戦                                          | ● 0 - 2 南部                                   | 初戦敗退                                       |
| 1964年（第46回大会）  | 小松実（北陸・初出場）                         | 1回戦                                          | ● 3 - 8 作新学院                               | 初戦敗退                                       |
| 1966年（第48回大会）  | 金沢商（北陸・43年ぶり2回目）                  | 1回戦                                          | ● 0 - 4 静岡商                                 | 初戦敗退                                       |
| 1968年（第50回大会）  | 金沢桜丘（10年ぶり2回目）                      | 1回戦                                          | ● 0 - 5 興国                                   | 初戦敗退                                       |
| 1970年（第52回大会）  | 金沢桜丘（北陸・2年ぶり3回目）                 | 1回戦                                          | ● 0 - 3 熊谷商                                 | 初戦敗退                                       |
| 1972年（第54回大会）  | 星稜（北陸・初出場）                           | 1回戦                                          | ○ 8 - 3 北見工                                 | 2回戦                                          |
| 1972年（第54回大会）  | 星稜（北陸・初出場）                           | 2回戦                                          | ● 1 - 5 柳井                                   | 2回戦                                          |
| 1973年（第55回大会）  | 金沢市工（13年ぶり2回目）                      | 1回戦                                          | ● 0 - 3 高鍋                                   | 初戦敗退                                       |
| 1975年（第57回大会）  | 金沢桜丘（北陸・5年ぶり4回目）                 | 2回戦                                          | ○ 6x - 5 北海道日大（延長10回）                | 3回戦                                          |
| 1975年（第57回大会）  | 金沢桜丘（北陸・5年ぶり4回目）                 | 3回戦                                          | ● 1 - 7 中京商                                 | 3回戦                                          |
| 1976年（第58回大会）  | 星稜（北陸・4年ぶり2回目）                     | 2回戦                                          | ○ 1 - 0 日体荏原                               | ベスト4                                        |
| 1976年（第58回大会）  | 星稜（北陸・4年ぶり2回目）                     | 3回戦                                          | ○ 3 - 2 天理                                   | ベスト4                                        |
| 1976年（第58回大会）  | 星稜（北陸・4年ぶり2回目）                     | 準々決勝                                       | ○ 1 - 0 豊見城                                 | ベスト4                                        |
| 1976年（第58回大会）  | 星稜（北陸・4年ぶり2回目）                     | 準決勝                                         | ● 1 - 4 桜美林                                 | ベスト4                                        |
| 1977年（第59回大会）  | 星稜（北陸・2年連続3回目）                     | 1回戦                                          | ● 1 - 2 智弁学園                               | 初戦敗退                                       |
| 1978年（第60回大会）  | 金沢（16年ぶり2回目）                          | 1回戦                                          | ● 3 - 4 東筑                                   | 初戦敗退                                       |
| 1979年（第61回大会）  | 星稜（2年ぶり4回目）                           | 2回戦                                          | ○ 8 - 0 宇治                                   | 3回戦                                          |
| 1979年（第61回大会）  | 星稜（2年ぶり4回目）                           | 3回戦                                          | ● 3 - 4x 箕島（延長18回）                      | 3回戦                                          |
| 1980年（第62回大会）  | 金沢（2年ぶり3回目）                           | 1回戦                                          | ● 2 - 7 東宇治                                 | 初戦敗退                                       |
| 1981年（第63回大会）  | 星稜（2年ぶり5回目）                           | 1回戦                                          | ● 0 - 4 和歌山工                               | 初戦敗退                                       |
| 1982年（第64回大会）  | 星稜（2年連続6回目）                           | 2回戦                                          | ● 1 - 10 早稲田実                              | 初戦敗退                                       |
| 1983年（第65回大会）  | 小松明峰（初出場）                             | 2回戦                                          | ● 0 - 9 久留米商                               | 初戦敗退                                       |
| 1984年（第66回大会）  | 星稜（2年ぶり7回目）                           | 1回戦                                          | ● 2 - 3x 別府商                                | 初戦敗退                                       |
| 1985年（第67回大会）  | 北陸大谷（初出場）                             | 1回戦                                          | ● 5 - 6x 鹿児島商工                            | 初戦敗退                                       |
| 1986年（第68回大会）  | 小松（初出場）                                 | 2回戦                                          | ● 3 - 4 高知商（延長11回）                     | 初戦敗退                                       |
| 1987年（第69回大会）  | 金沢（7年ぶり4回目）                           | 1回戦                                          | ○ 3 - 2 八頭                                   | 2回戦                                          |
| 1987年（第69回大会）  | 金沢（7年ぶり4回目）                           | 2回戦                                          | ● 2 - 3 東亜学園                               | 2回戦                                          |
| 1988年（第70回大会）  | 金沢（2年連続5回目）                           | 1回戦                                          | ● 3 - 4x 東海大甲府                            | 初戦敗退                                       |
| 1989年（第71回大会）  | 星稜（5年ぶり8回目）                           | 2回戦                                          | ○ 5 - 1 横浜                                   | 3回戦                                          |
| 1989年（第71回大会）  | 星稜（5年ぶり8回目）                           | 3回戦                                          | ● 1 - 3 秋田経法大付                           | 3回戦                                          |
| 1990年（第72回大会）  | 星稜（2年連続9回目）                           | 2回戦                                          | ● 3 - 7 日大鶴ヶ丘                             | 初戦敗退                                       |
| 1991年（第73回大会）  | 星稜（3年連続10回目）                          | 2回戦                                          | ○ 4 - 3 市沼津                                 | ベスト4                                        |
| 1991年（第73回大会）  | 星稜（3年連続10回目）                          | 3回戦                                          | ○ 4 - 3 竜ヶ崎一                               | ベスト4                                        |
| 1991年（第73回大会）  | 星稜（3年連続10回目）                          | 準々決勝                                       | ○ 3 - 2 松商学園                               | ベスト4                                        |
| 1991年（第73回大会）  | 星稜（3年連続10回目）                          | 準決勝                                         | ● 1 - 7 大阪桐蔭                               | ベスト4                                        |
| 1992年（第74回大会）  | 星稜（4年連続11回目）                          | 1回戦                                          | ○ 11 - 0 長岡向陵                              | 2回戦                                          |
| 1992年（第74回大会）  | 星稜（4年連続11回目）                          | 2回戦                                          | ● 2 - 3 明徳義塾                               | 2回戦                                          |
| 1993年（第75回大会）  | 金沢（6年ぶり6回目）                           | 1回戦                                          | ● 2 - 4 甲府工                                 | 初戦敗退                                       |
| 1994年（第76回大会）  | 星稜（2年ぶり12回目）                          | 1回戦                                          | ● 2 - 3 創価                                   | 初戦敗退                                       |
| 1995年（第77回大会）  | 星稜（2年連続13回目）                          | 2回戦                                          | ○ 3 - 0 県岐阜商                               | 準優勝                                         |
| 1995年（第77回大会）  | 星稜（2年連続13回目）                          | 3回戦                                          | ○ 4 - 2 関西                                   | 準優勝                                         |
| 1995年（第77回大会）  | 星稜（2年連続13回目）                          | 準々決勝                                       | ○ 6 - 3 金足農                                 | 準優勝                                         |
| 1995年（第77回大会）  | 星稜（2年連続13回目）                          | 準決勝                                         | ○ 3 - 1 智弁学園                               | 準優勝                                         |
| 1995年（第77回大会）  | 星稜（2年連続13回目）                          | 決勝                                           | ● 1 - 3 帝京                                   | 準優勝                                         |
| 1996年（第78回大会）  | 金沢（3年ぶり7回目）                           | 2回戦                                          | ○ 4 - 2 北海                                   | 3回戦                                          |
| 1996年（第78回大会）  | 金沢（3年ぶり7回目）                           | 3回戦                                          | ● 3 - 4 前橋工                                 | 3回戦                                          |
| 1997年（第79回大会）  | 金沢（2年連続8回目）                           | 1回戦                                          | ● 4 - 5x 仙台育英                              | 初戦敗退                                       |
| 1998年（第80回大会）  | 星稜（3年ぶり14回目）                          | 1回戦                                          | ○ 10 - 1 日大山形                              | 3回戦                                          |
| 1998年（第80回大会）  | 星稜（3年ぶり14回目）                          | 2回戦                                          | ○ 7 - 6 海星                                   | 3回戦                                          |
| 1998年（第80回大会）  | 星稜（3年ぶり14回目）                          | 3回戦                                          | ● 0 - 5 横浜                                   | 3回戦                                          |
| 1999年（第81回大会）  | 小松（13年ぶり2回目）                          | 1回戦                                          | ● 5 - 9 新湊（延長11回）                       | 初戦敗退                                       |
| 2000年（第82回大会）  | 小松工（36年ぶり2回目）                        | 2回戦                                          | ● 6 - 11 育英                                  | 初戦敗退                                       |
| 2001年（第83回大会）  | 金沢（4年ぶり9回目）                           | 2回戦                                          | ○ 13 - 4 滑川                                  | 3回戦                                          |
| 2001年（第83回大会）  | 金沢（4年ぶり9回目）                           | 3回戦                                          | ● 1 - 3 平安                                   | 3回戦                                          |
| 2002年（第84回大会）  | 遊学館（初出場）                               | 2回戦                                          | ○ 8 - 3 桐生市商                               | ベスト8                                        |
| 2002年（第84回大会）  | 遊学館（初出場）                               | 3回戦                                          | ○ 8 - 4 興誠                                   | ベスト8                                        |
| 2002年（第84回大会）  | 遊学館（初出場）                               | 準々決勝                                       | ● 2 - 3 川之江                                 | ベスト8                                        |
| 2003年（第85回大会）  | 金沢（2年ぶり10回目）                          | 1回戦                                          | ● 4 - 7 木更津総合                             | 初戦敗退                                       |
| 2004年（第86回大会）  | 遊学館（2年ぶり2回目）                         | 1回戦                                          | ○ 6 - 3 県岐阜商                               | 2回戦                                          |
| 2004年（第86回大会）  | 遊学館（2年ぶり2回目）                         | 2回戦                                          | ● 0 - 4 東北                                   | 2回戦                                          |
| 2005年（第87回大会）  | 遊学館（2年連続3回目）                         | 1回戦                                          | ○ 8 - 6 秋田商                                 | 2回戦                                          |
| 2005年（第87回大会）  | 遊学館（2年連続3回目）                         | 2回戦                                          | ● 3 - 4 東北                                   | 2回戦                                          |
| 2006年（第88回大会）  | 金沢（2年ぶり11回目）                          | 1回戦                                          | ○ 9 - 3 浦和学院                               | 2回戦                                          |
| 2006年（第88回大会）  | 金沢（2年ぶり11回目）                          | 2回戦                                          | ● 2 - 5 智弁和歌山                             | 2回戦                                          |
| 2007年（第89回大会）  | 星稜（9年ぶり15回目）                          | 2回戦                                          | ● 1 - 3 長崎日大                               | 初戦敗退                                       |
| 2008年（第90回大会）  | 金沢（2年ぶり12回目）                          | 1回戦                                          | ○ 6 - 1 桐生第一                               | 2回戦                                          |
| 2008年（第90回大会）  | 金沢（2年ぶり12回目）                          | 2回戦                                          | ● 5 - 6x 大阪桐蔭（延長10回）                  | 2回戦                                          |
| 2009年（第91回大会）  | 日本航空石川（初出場）                         | 2回戦                                          | ○ 3x - 2 明桜（延長12回）                      | 3回戦                                          |
| 2009年（第91回大会）  | 日本航空石川（初出場）                         | 3回戦                                          | ● 5 - 12 日本文理                              | 3回戦                                          |
| 2010年（第92回大会）  | 遊学館（5年ぶり4回目）                         | 1回戦                                          | ○ 11 - 0 一関学院                              | 2回戦                                          |
| 2010年（第92回大会）  | 遊学館（5年ぶり4回目）                         | 2回戦                                          | ● 4 - 11 関東一                                | 2回戦                                          |
| 2011年（第93回大会）  | 金沢（3年ぶり13回目）                          | 1回戦                                          | ○ 4 - 0 伊勢工                                 | 3回戦                                          |
| 2011年（第93回大会）  | 金沢（3年ぶり13回目）                          | 2回戦                                          | ○ 4 - 2 聖光学院                               | 3回戦                                          |
| 2011年（第93回大会）  | 金沢（3年ぶり13回目）                          | 3回戦                                          | ● 1 - 2 習志野                                 | 3回戦                                          |
| 2012年（第94回大会）  | 遊学館（2年ぶり5回目）                         | 2回戦                                          | ● 0 - 4 光星学院                               | 初戦敗退                                       |
| 2013年（第95回大会）  | 星稜（6年ぶり16回目）                          | 1回戦                                          | ● 5 - 12 鳴門                                  | 初戦敗退                                       |
| 2014年（第96回大会）  | 星稜（2年連続17回目）                          | 1回戦                                          | ○ 5 - 4 静岡                                   | 3回戦                                          |
| 2014年（第96回大会）  | 星稜（2年連続17回目）                          | 2回戦                                          | ○ 4 - 1 鹿屋中央                               | 3回戦                                          |
| 2014年（第96回大会）  | 星稜（2年連続17回目）                          | 3回戦                                          | ● 1 - 5 八戸学院光星（延長10回）               | 3回戦                                          |
| 2015年（第97回大会）  | 遊学館（3年ぶり6回目）                         | 2回戦                                          | ○ 5 - 3 九州学院                               | 3回戦                                          |
| 2015年（第97回大会）  | 遊学館（3年ぶり6回目）                         | 3回戦                                          | ● 2 - 11 東海大相模                            | 3回戦                                          |
| 2016年（第98回大会）  | 星稜（2年ぶり18回目）                          | 1回戦                                          | ● 2 - 8 市和歌山                               | 初戦敗退                                       |
| 2017年（第99回大会）  | 日本航空石川（8年ぶり2回目）                   | 1回戦                                          | ○ 6 - 5 木更津総合                             | 2回戦                                          |
| 2017年（第99回大会）  | 日本航空石川（8年ぶり2回目）                   | 2回戦                                          | ● 3 - 9 花咲徳栄                               | 2回戦                                          |
| 2018年（第100回大会） | 星稜（2年ぶり19回目）                          | 1回戦                                          | ○ 9 - 4 藤蔭                                   | 2回戦                                          |
| 2018年（第100回大会） | 星稜（2年ぶり19回目）                          | 2回戦                                          | ● 11 - 13x 済美（延長13回TB）                  | 2回戦                                          |
| 2019年（第101回大会） | 星稜（2年連続20回目）                          | 1回戦                                          | ○ 1 - 0 旭川大                                 | 準優勝                                         |
| 2019年（第101回大会） | 星稜（2年連続20回目）                          | 2回戦                                          | ○ 6 - 4 立命館宇治                             | 準優勝                                         |
| 2019年（第101回大会） | 星稜（2年連続20回目）                          | 3回戦                                          | ○ 4x - 1 智弁和歌山（延長14回TB）              | 準優勝                                         |
| 2019年（第101回大会） | 星稜（2年連続20回目）                          | 準々決勝                                       | ○ 17 - 1 仙台育英                              | 準優勝                                         |
| 2019年（第101回大会） | 星稜（2年連続20回目）                          | 準決勝                                         | ○ 9 - 0 中京学院大中京                         | 準優勝                                         |
| 2019年（第101回大会） | 星稜（2年連続20回目）                          | 決勝                                           | ● 3 - 5 履正社                                 | 準優勝                                         |
| 2020年（第102回大会） | （新型コロナウイルス感染症流行による大会中止） | （新型コロナウイルス感染症流行による大会中止） | （新型コロナウイルス感染症流行による大会中止） | （新型コロナウイルス感染症流行による大会中止） |
| 2021年（第103回大会） | 小松大谷（36年ぶり2回目）                      | 1回戦                                          | ● 6 - 7x 高川学園                              | 初戦敗退                                       |
| 2022年（第104回大会） | 星稜（3年ぶり21回目）                          | 1回戦                                          | ● 2 - 14 愛工大名電                            | 初戦敗退                                       |
| 2023年（第105回大会） | 星稜（2年連続22回目）                          | 2回戦                                          | ● 3 - 6 創成館                                 | 初戦敗退                                       |
| 2024年（第106回大会） | 小松大谷（3年ぶり3回目）                       | 1回戦                                          | ○ 8 - 4 明豊                                   | 3回戦                                          |
| 2024年（第106回大会） | 小松大谷（3年ぶり3回目）                       | 2回戦                                          | ○ 3 - 0 大阪桐蔭                               | 3回戦                                          |
| 2024年（第106回大会） | 小松大谷（3年ぶり3回目）                       | 3回戦                                          | ● 3 - 6 智弁学園                               | 3回戦                                          |
| 2025年（第107回大会） | 小松大谷（2年連続4回目）                       | 1回戦                                          | ● 1 - 3 創成館                                 | 初戦敗退                                       |

## 通算成績
第107回大会終了時
| 出場 | 試合 | 勝利 | 敗戦 | 引分 | 勝率 | 優勝 | 準優勝 | ベスト4 | ベスト8 |
| ---- | ---- | ---- | ---- | ---- | ---- | ---- | ------ | ------- | ------- |
| 66   | 110  | 44   | 66   | 0    | .400 | 0    | 2      | 2       | 2       |

## 学校別成績
| 校名         | 出場 | 勝敗     | 直近出場 | 最高成績 | 前身校           |
| ------------ | ---- | -------- | -------- | -------- | ---------------- |
| 星稜         | 22回 | 24勝22敗 | 2023年   | 準優勝   |                  |
| 金沢         | 13回 | 7勝13敗  | 2011年   | 3回戦    |                  |
| 遊学館       | 6回  | 6勝6敗   | 2015年   | ベスト8  |                  |
| 小松大谷     | 4回  | 2勝4敗   | 2025年   | ベスト16 | 北陸大谷         |
| 金沢桜丘     | 4回  | 1勝4敗   | 1975年   | 3回戦    |                  |
| 金沢泉丘     | 4回  | 1勝4敗   | 1963年   | 2回戦    | 金沢一中・金沢一 |
| 日本航空石川 | 2回  | 2勝2敗   | 2017年   | 3回戦    |                  |
| 金沢商       | 2回  | 0勝2敗   | 1966年   | 初戦敗退 |                  |
| 金沢市工     | 2回  | 0勝2敗   | 1973年   | 初戦敗退 |                  |
| 小松         | 2回  | 0勝2敗   | 1999年   | 初戦敗退 |                  |
| 小松工       | 2回  | 0勝2敗   | 2000年   | 初戦敗退 | 小松実           |
| 石川師範     | 1回  | 1勝1敗   | 1932年   | ベスト8  |                  |
| 石川県工     | 1回  | 0勝1敗   | 1935年   | 初戦敗退 | 石川工           |
| 小松明峰     | 1回  | 0勝1敗   | 1983年   | 初戦敗退 |                  |